# لاري كلينتون
لاري كلينتون (بالإنجليزية: Larry Clinton)‏ هو بواق أمريكي، ولد في 17 أغسطس 1909 في بروكلين في الولايات المتحدة، وتوفي في 2 مايو 1985 في توسان في الولايات المتحدة.

## وصلات خارجية
- لاري كلينتون على موقع IMDb (الإنجليزية)
- لاري كلينتون على موقع ميوزك برينز (الإنجليزية)
- لاري كلينتون على موقع أول ميوزيك (الإنجليزية)
- لاري كلينتون على موقع ديسكوغز (الإنجليزية)
- لاري كلينتون على موقع قاعدة بيانات الفيلم (الإنجليزية)